# Audience (canal de televisão)
Audience (anteriormente The 101 Network e Audience Network e originalmente Freeview) é um canal de televisão de entretenimento geral exclusivo da DirecTV (pertencente à AT&T). Desde que todos os assinantes paguem pelo canal como opcional no pacote básico, a maioria dos programas são sem cortes e livre de comerciais.